# Kleiner Tonteich
Der Kleine Tonteich (auch Freudenthaler Tonsee genannt) ist ein Gewässer in der Gemeinde Bestensee im Landkreis Dahme-Spreewald im Land Brandenburg.

## Lage
Das Gewässer liegt im Nordosten der Gemarkung. Nördlich liegt der Gemeindeteil Körbiskrug des Ortsteils Zeesen der Stadt Königs Wusterhausen. Östlich ist der Wohnplatz Uhlenhorst des Ortsteils Gräbendorf der Gemeinde Heidesee. Es folgen im Uhrzeigersinn der weitere Wohnplatz Siedlung am Uhlenhorst, der Bestenseer Ortsteil Pätz sowie das Gemeindezentrum. Südlich führt die Bundesstraße 246 vorbei, westlich die Bundesstraße 179.

## Geschichte und Nutzung
Der Tonteich ist nicht natürlichen Ursprungs. Er entstand um 1900, als in der Region zahlreiche Ziegeleien entstanden. So auch im Jahr 1895, als die Ziegelei Heise & Schrobsdorff in der Nähe von Pätz Ton abbaute, um Mauersteine herzustellen. Nachdem die Gewinnung von Ton eingestellt wurde, füllten sich die Löcher mit Grundwasser. In Pätz entstand beispielsweise der Tonsee, weiter nördlich der Kleine und der Große Tonteich.
Der Teich ist Bestandteil des Naturparks Dahme-Heideseen und wird als Badegewässer sowie zum Angelsport genutzt. Nördlich am Großen Tonteich befinden sich zwei Campingplätze. Um den Teich führt ein Wanderweg, der mit einem grünen Punkt auf weißem Grund gekennzeichnet ist.